# 鄧宜杰
鄧宜杰，香港足球運動員，司職中鋒。
鄧宜杰效力九龍巴士足球隊。1948－49球季成為甲組神射手。1953－54球季再次成為甲組神射手，並為九巴贏得甲組聯賽冠軍。他代表香港參加1954年馬尼拉亞運會。曾為港隊贏得1948年滬港球會盃。1956年亞洲盃足球賽季軍。